# Жиль, Шавьер
Франсеск Шавьер Жиль Санчес (кат. Francisc Xavier Gil Sánchez; 24 мая 1982) — андоррский футболист, защитник. Выступал за национальную сборную Андорры.

## Биография

### Клубная карьера
За свою карьеру несколько раз играл за клуб «Андорра» из Андорра-ла-Вельи, которая играла в низших дивизионах Испании и «Санта-Колому» в чемпионате Андорры. В апреле 2008 года в матче против «Ранжерса» Жиль забил гол в добавленное время и помог «Санта-Коломе» стать победителем Примера Дивизио. В составе «Санта-Коломы» провёл 9 матчей в еврокубках. Завершил карьеру в январе 2016 году в связи с травмой.
Летом 2016 года стал вице-президентом клуба «Андорра».

### Карьера в сборной
В составе юношеской сборной Андорры до 19 лет выступал с 1997 года по 2000 год, сыграв в составе команды в десяти играх.
За национальную сборную Андорры дебютировал 6 октября 2001 года в матче квалификации на чемпионат мира 2002 против Нидерландов (0:4). Главный тренер Давид Родриго выпустил Шавьера на 90 минуте вместо Эмилиано Гонсалеса. Свою следующую игру провёл 21 августа 2002 года против Исландии (0:3). Последний раз в футболке сборной играл спустя восемь лет, после игры с Исландией, 2 июня 2010 года против Албании (0:1).
Всего за сборную Андорры сыграл в трёх матчах.

## Достижения
- Чемпион Андорры: 2007/08